# Pentaceraster tuberculatus
Pentaceraster tuberculatus is een zeester uit de familie Oreasteridae.
De wetenschappelijke naam van de soort werd in 1842 gepubliceerd door Johannes Peter Müller & Franz Hermann Troschel.